# Hélène Kro
Hélène Kro (* 20. September 1913 in Tarnów, Polen; † 24. Dezember 1942 in Paris, Frankreich) war der französische nom de guerre (Deckname) von Hania Mansfeld, einer polnischen Kommunistin, Jüdin und Widerstandskämpferin der Francs-tireurs et partisans – main d’œuvre immigrée (FTP-MOI). Als solche gehörte sie im Zweiten Weltkrieg innerhalb der Gruppe Manouchian einem jener bewaffneten Partisanentrupps an, die ausschließlich aus Frauen, überwiegend Jüdinnen und Immigrantinnen, bestanden, und Teil der französischen Résistance waren. Sie leistete Widerstand gegen die deutsche Besatzungsmacht in Frankreich und starb drei Jahre vor Kriegsende beim Sprung aus einem Fenster ihrer Wohnung, was ihre Kameradinnen vor dem Zugriff der Polizei bewahrte.

## Leben
1921 kam Hélène Kro im Alter von acht Jahren nach Frankreich. Später wurde sie Schneiderin und heiratete im August 1937. Im folgenden Jahr bekam sie mit ihrem Ehemann einen Sohn. Im September 1942 trat sie der Widerstandsgruppe FTP-MOI bei und wurde als Verbindungsfrau aktiv. In dieser Funktion hatte sie Nachrichten zu übermitteln, Waffen für Anschläge zu transportieren und auch wieder wegzuschaffen. Dadurch erlangte Kro tiefe Kenntnis über die Namen von Aktivisten und geplanten Aktionen und war deshalb im Falle einer Enttarnung mit dem potentiellen Nutzen für die Gestapo einem hohen Risiko ausgesetzt.
Als sie Heiligabend 1942 in Paris beim Verlassen der Métro in eine Razzia geriet, war sie 29 Jahre alt. Man fand Waffen und Dynamit bei ihr. Die Polizei begleitete sie zu ihrer Wohnung, wo sie sich mit zwei weiteren Widerstandskämpferinnen, Hélène Igla und Rega Levine, verabredet hatte, und die sie dort wenig später hatte treffen wollen. Mit einem Sprung aus dem Fenster ihrer Wohnung im fünften Stock entging sie zwar einer möglichen Folter, warnte damit ihre Kameradinnen und schützte sie so vor dem Zugriff der Polizei, bezahlte den Sturz in die Tiefe jedoch mit ihrem Leben. Ihr Mann war zu diesem Zeitpunkt in deutscher Kriegsgefangenschaft, ihr vierjähriger Sohn bei Freunden auf dem Lande versteckt.

## Auszeichnungen
Im Februar 2002 erhielt Hélène Kro zusammen mit elf anderen Widerstandskämpfern posthum die Médaille de la Résistance.